# Campionati mondiali giovanili di nuoto sincronizzato 2008
I X Campionati mondiali giovanili di nuoto sincronizzato si sono svolti in Russia dall'8 al 13 luglio 2008. Le sedi di gara sono state a San Pietroburgo.

## Medagliere
| Posiz. | Nazione  | Oro | Argento | Bronzo | Totale |
| ------ | -------- | --- | ------- | ------ | ------ |
| 1      | Russia   | 4   | 0       | 0      | 4      |
| 2      | Cina     | 0   | 2       | 0      | 2      |
| 3      | Canada   | 0   | 1       | 1      | 2      |
| 3      | Giappone | 0   | 1       | 1      | 2      |
| 5      | Spagna   | 0   | 0       | 1      | 1      |
| 5      | Grecia   | 0   | 0       | 1      | 1      |
| Totale | Totale   | 4   | 4       | 4      | 12     |

## Risultati
| Evento           | Oro         | Argento     | Bronzo        |
| Stile libero     |             |             |               |
| Singolo          | Anna Udovik | Chloé Isaac | Ona Carbonell |
| Duo              | Russia      | Giappone    | Canada        |
| Squadra          | Russia      | Cina        | Giappone      |
| Libero combinato | Russia      | Cina        | Grecia        |